# Max von Bonsdorff
Max Oskar von Bonsdorff, född 23 augusti 1882 i Åbo, död 12 februari 1967 i Borgå, var det finlandssvenska Borgå stifts förste biskop.
Max von Bonsdorff prästvigdes 1910 och tog en teologie doktorsexamen vid universitetet i Helsingfors 1923. Han arbetade före sin tid som biskop bland annat som lektor i Viborg och Åbo. Som kyrkoherde i Norra svenska församlingen i Helsingfors hann von Bonsdorff vara mellan åren 1921 och 1923, då han blev biskop i det nygrundade Borgå stift. Uppgiften som biskop skötte han i över 30 år, fram till år 1954, då uppgiften togs över av Georg Olof Rosenqvist. 
Max von Bonsdorff, som hörde till den finländska adelsätten von Bonsdorff, har beskrivits som en stark och auktoritär ledare.
Bland von Bonsdorffs skrifter märks Zuer Predigttätigkeit des Johannes Chrysostomus (1922), Hälsningsord till prästerskapet i Borgå stift (1924).